# 咄悉匐
咄悉匐（?—?），姓阿史那氏，后突厥颉跌利施可汗阿史那骨咄禄和默啜可汗之弟。
颉跌利施可汗任命其弟默啜为杀（即设，官名），咄悉匐为叶护。默啜即位後，699年，咄悉匐被默啜可汗封为左厢察（左相），即突利设，与右厢察（右相）默矩分主东、西兵马二万余人，同掌军政大权。曾东征击破契丹。清德宗光绪十七年（1891年），出土的翁金碑文详记其事。